# Гарано Басо (Терамо)
Гарано Басо (итал. Garrano Basso) је насеље у Италији у округу Терамо, региону Абруцо.
Према процени из 2011. у насељу је живело 109 становника. Насеље се налази на надморској висини од 476 м.